# Unterendingen
Unterendingen (toponimo tedesco) è una frazione di 371 abitanti del comune svizzero di Endingen, nel Canton Argovia (distretto di Zurzach).

## Storia

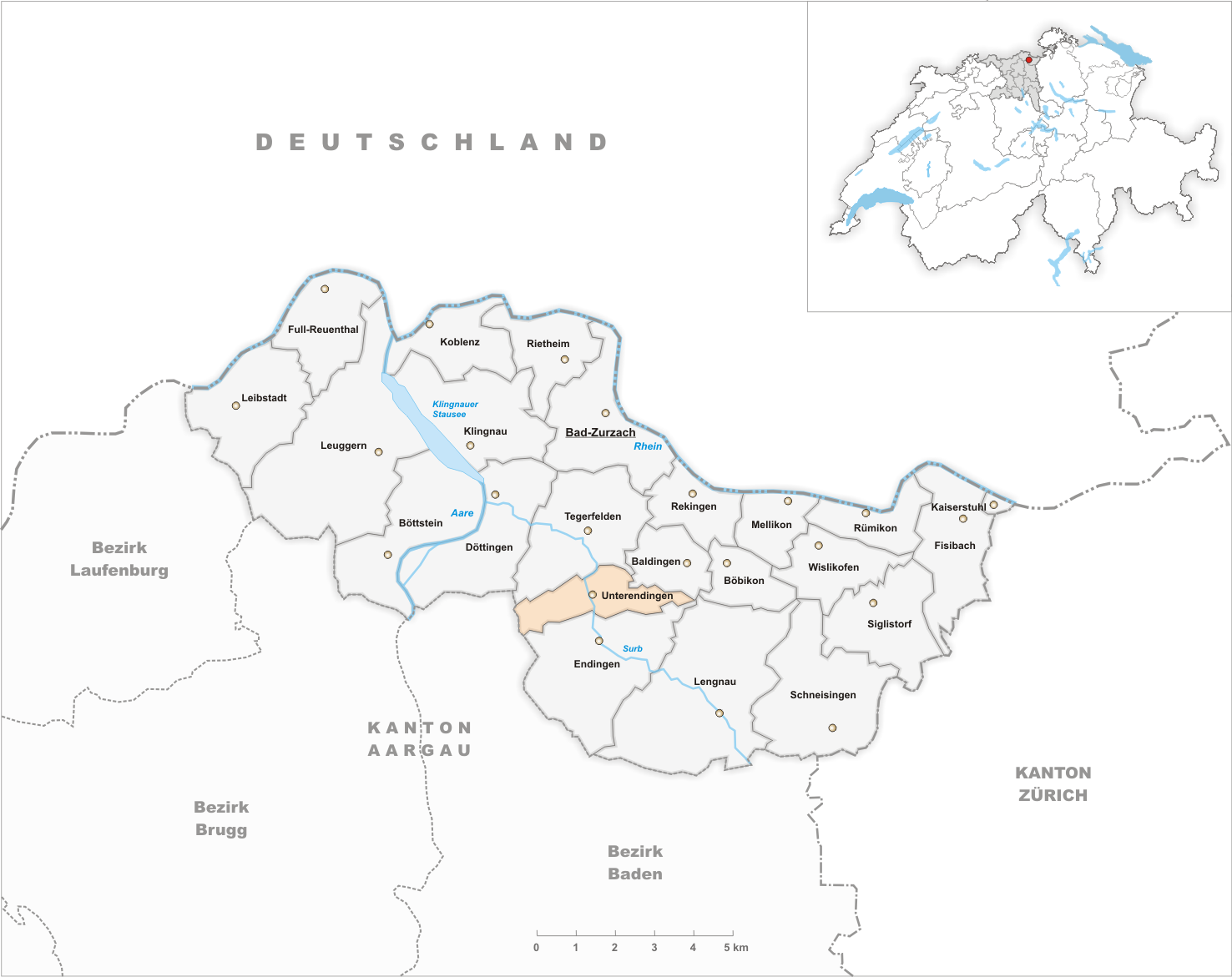
Il territorio del comune di Unterendingen prima degli accorpamenti comunali del 2014

Già comune autonomo, il 1° gennaio 2014 è stato accorpato al comune di Endingen.

## Monumenti e luoghi d'interesse

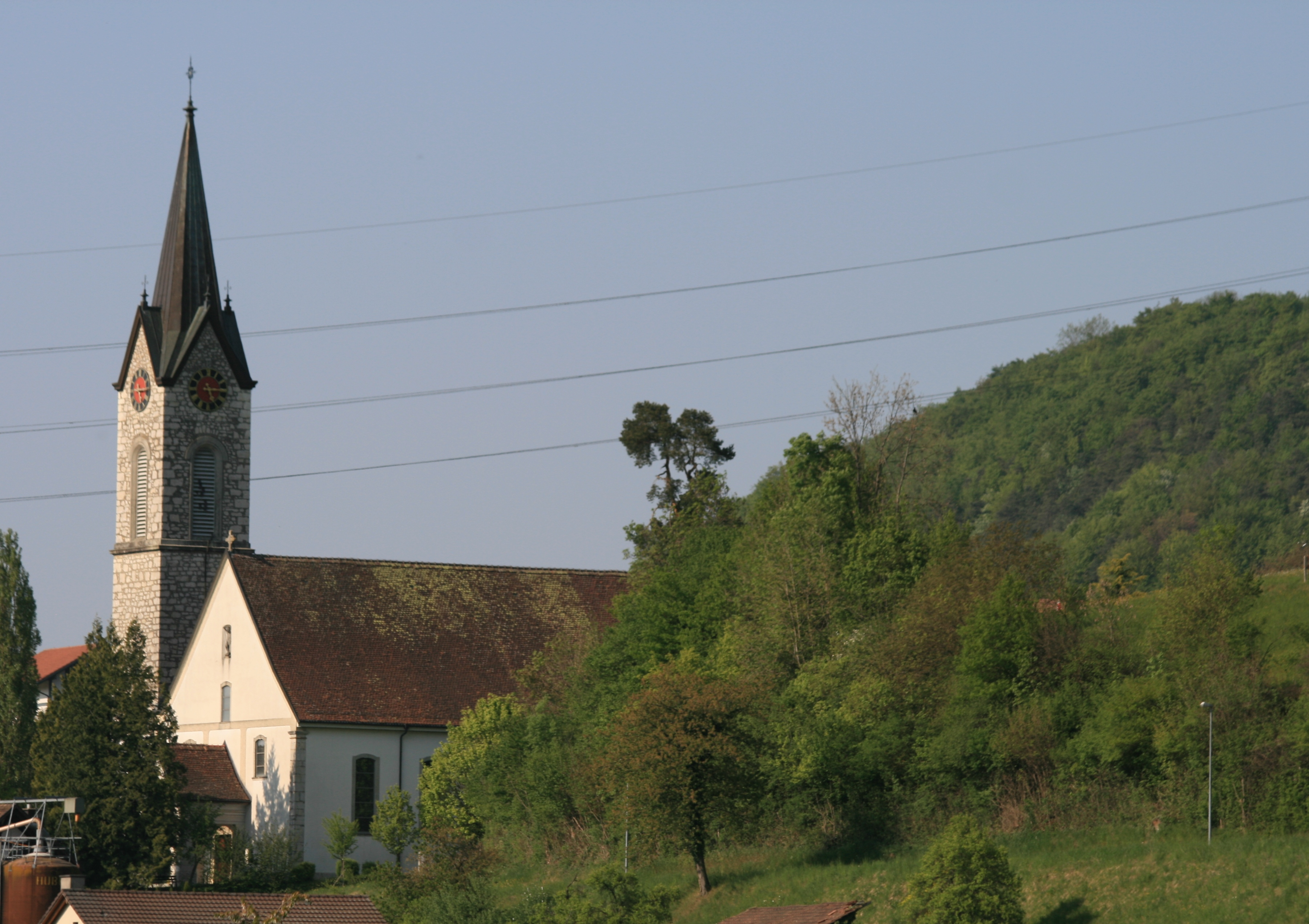
La chiesa cattolica di San Giorgio

- Chiesa cattolica di San Giorgio, eretta nel 1661 e ricostruita nel 1824[1].

## Società

### Evoluzione demografica
L'evoluzione demografica è riportata nella seguente tabella:
Abitanti censiti

## Amministrazione
Ogni famiglia originaria del luogo fa parte del cosiddetto comune patriziale e ha la responsabilità della manutenzione di ogni bene ricadente all'interno dei confini del comune.